# Болгарская православная церковь
Болга́рская правосла́вная це́рковь (болг. Българска православна църква) — автокефальная поместная православная Церковь, занимающая 8-е место в диптихе Константинопольского патриархата.
Управляется Патриархом Болгарским, Священным синодом и Церковно-народным собором. Официальный титул предстоятеля церкви: Святейший Патриарх Болгарский, Митрополит Софийский.

## История

### Первые века христианства в Болгарии
На территории современной Болгарии христианство начало распространяться уже в I веке. По преданию Болгарской церкви, епископская кафедра имелась в г. Одесосе (ныне Варна), где епископом был ученик апостола Павла Амплий.
Евсевий Кесарийский сообщает, что во II веке, на болгарской земле, имелись епископские кафедры, в городах Дебелт и Анхиал.
Существуют сведения, что в IV веке епископ Ремесианский Никита окрестил бессов — одно из фракийских племен и для них перевел с латыни весь кодекс Библии, известный в источниках как Библия Бесика. Об этом сообщают святой Григорий Нисский в 394 году, святой Павлин Ноланский около 400 года и в 396 году святой Блаженный Иероним. На территории Болгарии в IV веке жил и арианский епископ Вульфила, духовный и светский глава готов. Здесь он переводил Священные тексты на созданную им самим готскую азбуку.
Участником Первого вселенского собора, 325 года, был Протогон, епископ Сердики (нынешняя София).
В 865 году при св. князе Борисе происходит всеобщее крещение болгарского народа.

### Создание автокефальной Болгарской церкви
После четырёхлетней унии с Римской церковью, в 870 году Болгарская церковь стала автономной в юрисдикции Константинопольского патриархата.
В 886 году один из учеников Свв. Кирилла и Мефодия — Святой Наум создал в тогдашней болгарской столице Плиска Преславскую книжную школу. Она являлась самым важным литературным и культурным центром Первого Болгарского царства и всех славянских народов в IX—X веках. В ней Библия и священные христианские книги в первый раз переводились на язык, отличный от трёх «священных» языков, на которых была сделана надпись на Кресте Господнем — еврейском, греческом и латинском. Это был понятный всем тогдашним славянам старославянский язык. Среди выдающихся творцов школы встречаются имена Константина Преславского, который написал Азбучную молитву, Черноризец Храбр, Иоанн Экзарх, Тудор Доксов, епископ Григорий, и, вероятно, и сам царь Симеон Великий и другие.

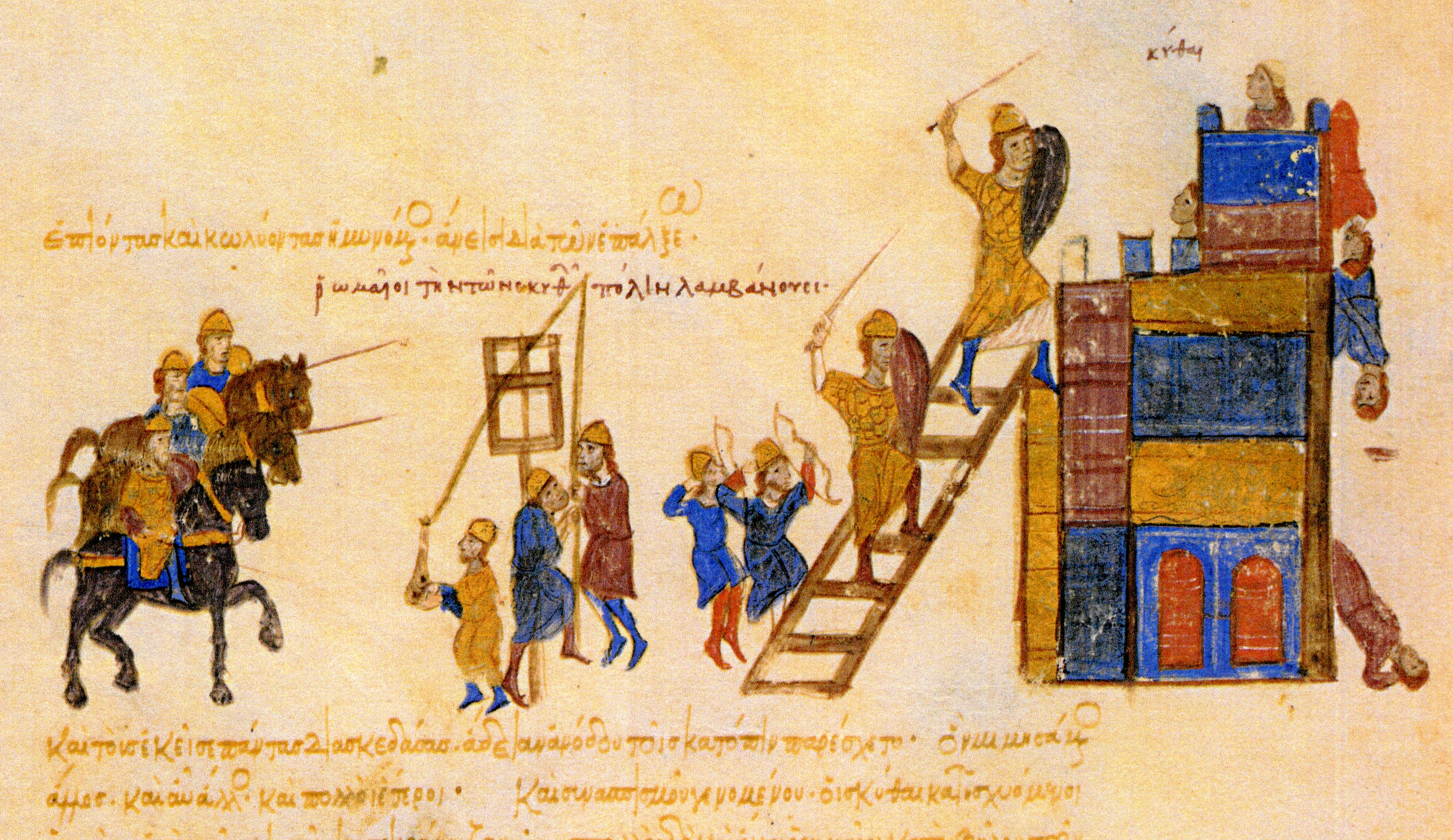
Византийцы штурмуют Преслав, хроника XI века, Иоанн Скилица

При царе Симеоне І в 919 году, на Поместном церковном соборе в Преславе, провозглашается автокефалия. Собор также заявил о возведении Болгарской церкви в ранг Патриархата. Таковой статус Вселенская патриархия признала только в 927 году, во время наследника Симеона — св. царя Петра 927-969, который был женат на византийской принцессе Марии Лакапин, внучке императора Романа Лакапина.
Во время оккупации Византией Восточной Болгарии, Болгарская патриархия перенесла свой центр в Дристр (ныне Силистра), а затем и в различные города Македонии.
После полного поражения Болгарии в 1018 году, император Василий Болгаробоец упразднил автокефалию Болгарской церкви, сделав её архиепископией с центром в Охриде. Первый Охридский архиепископ был поставлен из болгар, последующие же епископы долгое время были греками.До начале 18-того века Охридские архиепископы принимались от Султана как представители всего болгарского народа. Их диоцез обнимал и территорий современной Сербии и Румынии. В качестве духовного вождя болгар, Охридские предстоятели часто посылали письма Московским великим князьям и царям для финансовой помощи и поддержки. Охридская болгарская архиепископия была упразднена по настоянию Фенерской патриархии после учреждния Ипекской сербской архиепископии.
После восстания братьев Петра и Асена в 1185 году Болгария освободилась от византийского господства и восстановила церковную независимость. В 1204 году, при царе Калояне, подписана вторая уния с Римской курией, которая длилась до 1235 года, когда Всеправославный собор в Лампсаке восстановил статус Тырновской патриархии. В XIV веке Болгария стала центром исихазма, во главе с преподобным Феодосием Тырновским, патриархом Евфимием Тырновскими и их учениками.

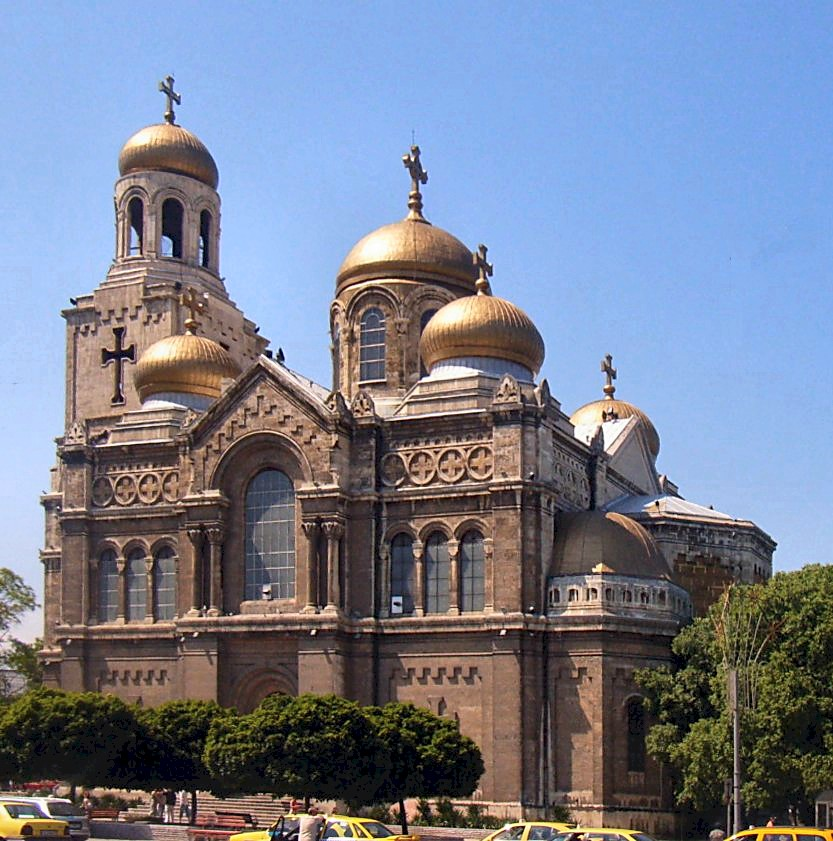
Успенский собор в Варне

### Османский период
В конце XIV века Болгария оказалась под властью турок-османов и в церковном отношении возвращена в юрисдикцию Константинопольского патриархата. Этот период связан с появлением болгарских мучеников за веру — Злата Могленская, Анастасий Струмицкий и другие. В начале XV века Софийская и Видинская епархии отторглись от Константинопольской церкви и перешли к Охридской архиепископии.
Урезанная Охридская архиепископия, находившаяся преимущественно в пределах Македонии, в XVIII веке стала центром зарождения болгарского национального движения, первым представителем которого считается иеромонах Паисий Хилендарский. И в дальнейшем многие болгарские «будители» были священнослужителями. К середине века положение Орхидской архиепископии было довольно тяжёлым, велики были её долги. Вселенский патриарх смог убедить османскую Порту, что независимые церкви среди нелояльных славян опасны, да ещё и неплатёжеспособны. В январе 1767 года султан упразднил автокефальную архиепископию, подчинив её Константинопольскому патриархату (как Преспанскую митрополию).
3 апреля 1860 года, в день святой Пасхи, с амвона болгарского храма в Константинополе епископ Иларион (Стоянович) вместо имени Константинопольского Патриарха помянул всё православное епископство, что означало односторонний выход Болгарской Церкви из юрисдикции Патриархата.
28 февраля 1870 года был оглашён султанский фирман об учреждении автономного Болгарского Экзархата для епархий болгарских, а также тех епархий, православные жители которых в своем большинстве (две трети) пожелают войти в его юрисдикцию при сохранении канонической зависимости от Константинопольского Патриарха.
Избранный в феврале 1872 года Экзарх Анфим I, вопреки запрещению Патриархии, 11 мая 1872 года совершил в болгарском храме Константинополя литургию, во время которой был торжественно прочитан акт о провозглашении Болгарской Церкви автокефальной. В ответ, Константинопольский Патриарший Синод объявил Экзарха Анфима лишённым священства, а прочих единомысленных ему архиереев отлучёнными от Церкви, что положило начало «греко-болгарской схизме». В сентябре 1872 года на Соборе в Константинополе болгары были обвинены в «филетизме» (преобладании национального начала) и осуждены как схизматики.

### Православная церковь в независимой Болгарии
С началом Второй мировой войны каноническая территория Болгарской православной церкви расширилась за счет оккупированной болгарами в 1941 году территорий Македонии (ранее входивших в состав Югославии и Греции), где были решением Синода Болгарской православной церкви от 29 апреля 1941 года были созданы три новые епархии: Струмичско-Драмская (в 1943 году из её состава выделена Драмская епархия, а остальные приходы переданы в соседние епархии), Скопле-Велешская и Охридско-Битольская. На новые епархии было направлено болгарские священники, а часть местных священнослужителей была оставлена на приходах. Новые епархии были весьма значительными (хотя число монахов и монахинь было невелико). Например, в декабре 1943 года в Скопле-Велешской епархии насчитывалось 360 церквей, 36 часовен, 167 священников, 35 мужских и 3 женских монастыря, 63 монаха и монахини. В то же время в Охридско-Битольской епархии было 398 церквей, 43 часовни, 148 священников, 38 мужских и 4 женских монастыря, 19 монахов, 32 монахини, 101 послушник и трудник. Значительная часть сербских священников была выслана с оккупированной территории болгарскими властями. Оставшиеся священнослужители могли продолжить служение, если они давали подписку о лояльности Болгарской православной церкви. После этого они получали жалованье из болгарского бюджета и могли изучить болгарский язык на специальных курсах. Также практиковалось направление местных македонцев в духовные образовательные заведения Болгарии. В 1944 году Болгарская православная церковь оставила македонские епархии.
21 января 1945 года в столичном храме Святой Софии после тридцатилетнего перерыва был избран Экзарх. Им стал Софийский митрополит Стефан (Шоков). 22 февраля того же года Константинопольская Патриархия издала Томос, упразднивший схизму между Константинопольской и Болгарской Церквами.
Правительство Отечественного фронта, пришедшее к власти в Болгарии в 1944 году, начало предпринимать шаги по ограничению влияния Церкви на болгарское общество. Уже в 1944—1945 годах было прекращено преподавание основ вероучения в гимназиях и прогимназиях. В мае 1945 года издан декрет-закон об обязательном гражданском браке. Однако особенного размаха антицерковная кампания достигла после официального международного признания правительства ОФ в 1947 году.
В 1953 году Болгарская церковь стала Патриархатом.
В 1992 году при активном участии политической власти в Болгарской церкви начался раскол. Часть иерархов выступила против Патриарха Максима, которого они обвиняли в связях с бывшей коммунистической властью, а его интронизацию считали неканонической. Раскольники составили «альтернативный синод». Большинство священнослужителей не присоединилось расколу, однако канонические иерархи официально не признавались государством, а почти всё имущество церкви, кроме большинства храмов, было передано в распоряжение раскольникам. В 1996 году, бывший Неврокопский Митрополит Пимен (Энев) был провозглашён альтернативным Патриархом. Группировка Пимена объявила о канонизации иеродиакона Игнатия (Васила Левского).
Для решения сложившегося кризиса, в 1998 году, в Софии, состоялся Всеправославный Собор, с участием представителей 13 автокефальных церквей, в том числе и семи Патриархов. В результате проведения собора представители альтернативной «Болгарской Патриархии» заявили, о своём раскаянии и выразили желание о возвращении в единение православной церкви. Собор постановил, что каждый раскол в святой поместной церкви представляет величайший грех и лишает пребывающих в нём освящающей благодати Святаго Духа и сеет соблазн среди верующих. Поэтому православные пастыри всяким образом и с приложением полной икономии должны устранять расколы и восстанавливать единство в каждой поместной церкви. Собор постановил принять покаяние раскольников. Анафема, провозглашённая Болгарской церковью, бывшему Митрополиту Пимену была снята, а его епископский сан был восстановлен. Неканонически совершённые епископские, священнические и диаконские рукоположения были признаны действительными. Кроме того «совершенные ими противоканонические чинодействия объявляются аутентичными, действенными и преподающими благодать и освящение». Болгарская церковь должна признать и принять в свою иерархию неканонически рукоположённых епископов. Так же Собор постановил, что раскол 1992 года, «устраняется от жизни и памяти Святейшей Болгарской церкви, а соответственно и от всей Соборной православной церкви для славы и чести человеколюбивейшему небесному Отцу, для укрепления и славы святой Болгарской церкви и её иерархов, для спасения и искупления и освящения христолюбивого её народа».
Некоторые представители альтернативной церкви не принесли покаяния, но после Всеправославного Собора их количество и влияние значительно уменьшилось. В 2003 году иерархия Болгарской церкви получила официальную регистрацию и была признана государством. В 2004 году раскольнические храмы были переданы Болгарской церкви. А в 2012 году раскольнический митрополит Софийский Иннокентий (Петров) принёс покаяние, что можно считать концом раскола.
Появившаяся в 2000-х годах в ряде епархий Болгарской церкви (Пловдивской) практика присвоения крупным благотворителям титула архонта была отвергнута специальным постановлением Синода в 2007 году как незаконная, а проведённый опрос выявил, что: среди отвергающих архонтство 50,61 % считают его обманом, а 40,19 % предполагают, что оно делает Церковь зависимой от внешних нецерковных факторов, 5,57 % ответивших одобрили раздачу титулов архонтов состоятельным людям, которые жертвуют деньги Церкви и лишь 3,63 % опрошенных считают, что эти титулы повышают церковный авторитет.

## Современное состояние
Традиционно воспринятая БПЦ и наиболее используемая геометрическая форма православного креста в Болгарии несколько отличается от русского креста.
В литургической жизни придерживается новоюлианского календаря (с 1968 года).
Территория непосредственной юрисдикции — Болгария; имеет также две епархии для окормления болгарской диаспоры в Европе, Северной Америке и Австралии.

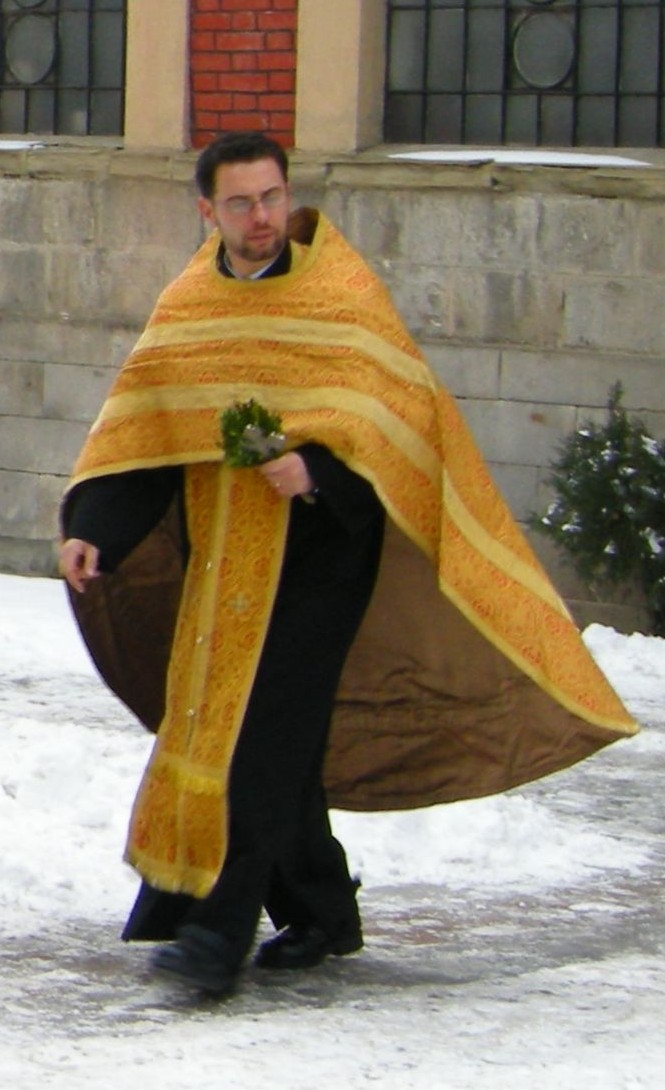
Священник из БПЦ

Епископат Болгарской церкви насчитывает 30 епископов.
Резиденция Патриарха Болгарского — кафедральный собор во имя Святого благоверного князя Александра Невского, в Софии.
Болгарская православная церковь насчитывает 15 епархии: 13 из которых находятся в Болгарии и 2 зарубежные.
В епархиях Болгарской православной церкви насчитывается 2600 приходов и служит более 1500 священников. Кроме того, у церкви есть 120 действующих монастырей, в которых проживает более 400 монахов и монахинь.
На Афоне находится болгарский монастырь — Зограф.
В Болгарии действуют 2 семинарии (Пловдивская духовная семинария и Софийская духовная семинария) и богословские факультеты в Софийском университете и Свято-Кирилло-Мефодиевском университете в Велико Тырново
С 4 июля 1971 года по 6 ноября 2012 года Предстоятелем Болгарской православной церкви был Патриарх Максим.
И по сей день во время Литургии во всех Православных Храмах в Болгарии, во время Великого входа Литургии верных поминается Александр II и все русские воины, павшие на поле боя за освобождение Болгарии в Русско-турецкой войне 1877—1878 года: «Блаженопочившаго освободителя нашего императора Александра Николаевича и всех воинов, падших на поли брани за веру и освобождения отечества нашего, да помянет Господь Бог во царствии Своем».
В связи с работой государственной комиссии по раскрытию принадлежности граждан к работе на органы Госбезопасности и армейскую разведку в коммунистический период (деятельность комиссии получила одобрение от Синода Болгарской православной церкви), 17 января 2012 года были обнародованы данные о руководстве религиозных общин страны (православной, католической, мусульманской и других), сотрудничавших с органами госбезопасности в числе которых оказались 11 из 14 митрополитов Болгарской церкви.
Болгарская православная церковь с 1948 года имеет подворье в Москве, находящееся в Храме Успения Пресвятой Богородицы в Гончарах. Русская православная церковь также имеет подворье в Софии. С 10 февраля 2011 года официальным представителем Болгарской православной церкви и настоятелем подворья в Москве избран архимандрит Феоктист (Димитров).
Число членов Болгарской православной церкви по состоянию на 2018 год оценивается в 8 млн человек (подавляющее большинство — болгары).

## Епархии Болгарской православной церкви

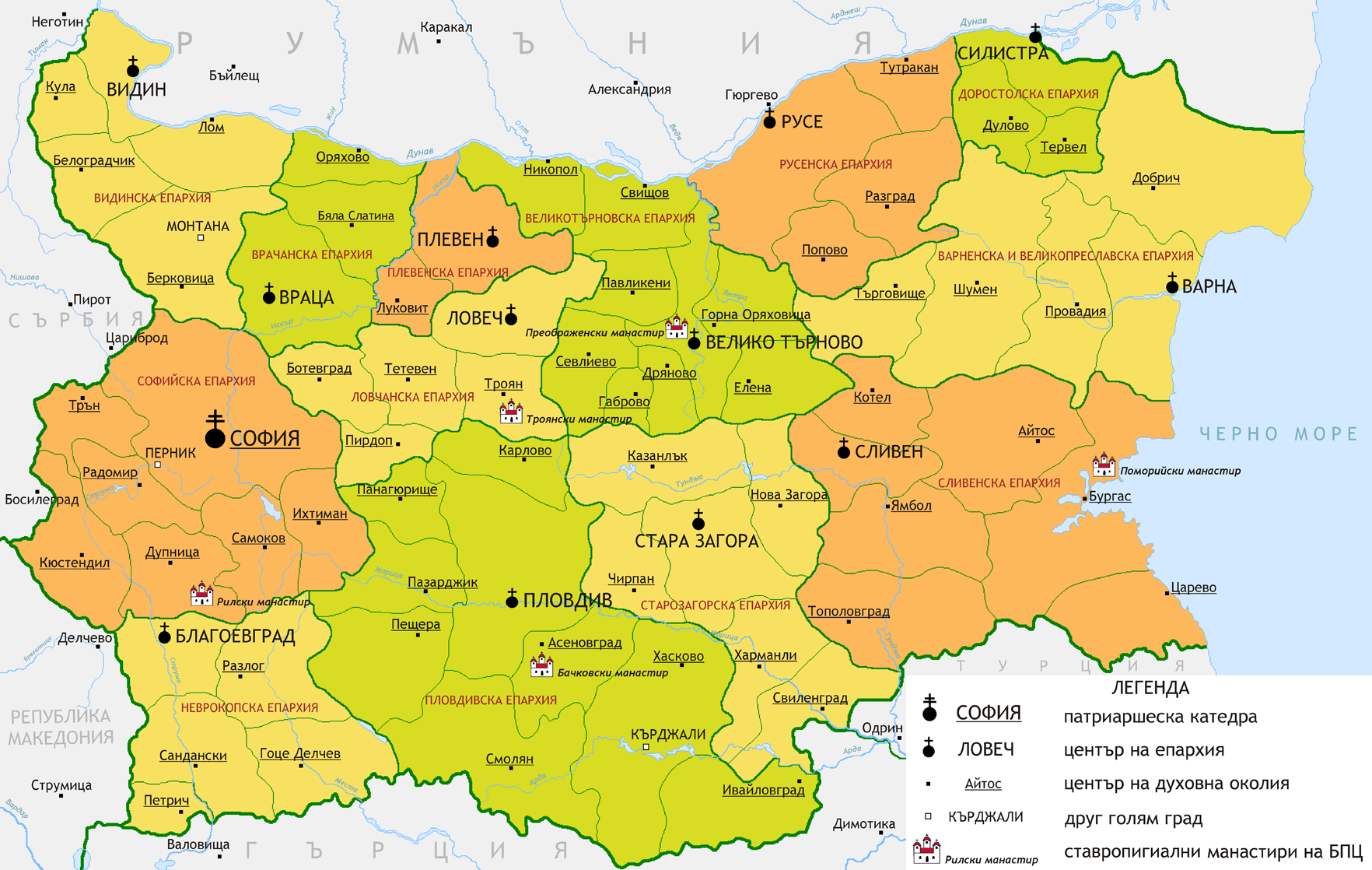
Епархии Болгарской православной церкви

### Болгария
| Название епархии                       | Кафедра        | Архиерейские наместничества                                                         | Правящий архиерей     |
| -------------------------------------- | -------------- | ----------------------------------------------------------------------------------- | --------------------- |
| Софийская епархия                      | София          | Самоков, Ихтиман, Дупница, Радомир, Кюстендил, Трын и Годеч                         | Даниил (Николов)      |
| Варненская и Великопреславская епархия | Варна          | Шумен, Провадия, Добрич и Тырговиште                                                | Иоанн (Иванов)        |
| Великотырновская епархия               | Велико-Тырново | Свиштов, Горна-Оряховица, Габрово, Елена, Севлиево, Никопол, Дряново и Павликени    | Григорий (Стефанов)   |
| Видинская епархия                      | Видин          | Лом, Берковица, Кула и Белоградчик                                                  | Пахомий (Лозанов)     |
| Врачанская епархия                     | Враца          | Бяла-Слатина и Оряхово                                                              | Григорий (Цветков)    |
| Доростольская епархия                  | Силистра       | Дулово и Тервел                                                                     | Иаков (Дончев)        |
| Ловчанская епархия                     | Ловеч          | Пирдоп, Ботевград, Тетевен и Троян                                                  | Гавриил (Динев)       |
| Неврокопская епархия                   | Гоце-Делчев    | Благоевград, Разлог, Сандански и Петрич                                             | Серафим (Динков)      |
| Плевенская епархия                     | Плевен         | Луковит                                                                             | Игнатий (Димов)       |
| Пловдивская епархия                    | Пловдив        | Пазарджик, Асеновград, Хасково, Карлово, Панагюриште, Пештера, Смолян и Ивайловград | Николай (Севастиянов) |
| Русенская епархия                      | Русе           | Разград, Тутракан и Попово                                                          | Наум (Димитров)       |
| Сливенская епархия                     | Сливен         | Бургас, Ямбол, Карнобат, Елхово, Котел и Малко-Тырново                              | Арсений (Лазаров)     |
| Старозагорская епархия                 | Стара-Загора   | Казанлык, Чирпан, Нова-Загора, Свиленград и Харманли                                | Киприан (Казанджиев)  |

### Зарубежные епархии
| Название епархии                                            | Кафедра  | Архиерейские наместничества                         | Правящий архиерей |
| ----------------------------------------------------------- | -------- | --------------------------------------------------- | ----------------- |
| Болгарская православная епархия в США, Канаде и Австралии   | Нью-Йорк | Торонто и Мельбурн                                  | Иосиф (Босаков)   |
| Болгарская православная епархия в Западной и Средней Европе | Берлин   | Будапешт, Берлин, Стокгольм, Лондон, Барселона, Рим | Антоний (Михалев) |